# 62. nordlige breddekreds
Den 62. nordlige breddekreds (eller 62 grader nordlig bredde) er en breddekreds, der ligger 62 grader nord for ækvator. Den løber gennem Atlanterhavet, Europa, Asien og Nordamerika.